# Dubbelbeskattning
Dubbelbeskattning är ett begrepp som vanligen används för att beskriva då två eller fler jurisdiktioner (stater) lägger skatt på samma inkomst.
Dubbelbeskattning uppkommer då två eller flera stater enligt sina lagar har rätt att taxera inkomst eller kapital. Det typiska fallet är då både den stat där inkomsten uppkommit och den stat där inkomsten mottas har beskattningsrätt.
Dubbelbeskattning anses i allmänhet som orättvis och ofta skadlig för den hämmar det fria utbytet av varor och tjänster, kapitalrörelser och arbetskraftens rörlighet.

## Dubbelbeskattningsavtal
För att eliminera eller i alla fall mildra dubbelbeskattning träffas ofta så kallade dubbelbeskattningsavtal (en tax treaty) mellan olika stater. OECD har sedan många år en standardmodell betecknad OECD:s modellavtal.

## Ensidig skattefrihet
Om det inte finns dubbelbeskattningsavtal kan en stat ensidigt förklara viss inkomst skattefri. Ett exempel är Singapore som medger skattefrihet för royalty även i de fall dubbelbeskattningsavtal ej föreligger.

## Sverige
Sverige har dubbelbeskattningsavtal med 106 stater.
I Sverige är det Skatteverket som är behörig myndighet vid förhandling med andra länder.
Den som drabbats av dubbelbeskattning kan ansöka hos Skatteverket om att undanröja den internationella dubbelbeskattningen.

### Arbetspendling
Särskilt Öresundsbron men även Svinesundsbron har medfört ökat utbyte mellan Sverige och dess grannländer. Skatteproblem på grund av dubbel beskattning har härigenom uppstått för så kallade gränsgångare.

### Ansökningsförfarandet
Ansökan ska ställas till Skatteverket. När ansökan mottagits inleder skatteverket förhandlingar med motsvarande myndighet i det andra landet. Den skattskyldige är inte part i förfarandet men hålls informerad och har rätt att yttra sig. Ansökan bör göras inom tre år från "från den tidpunkt då personen i fråga fick vetskap om det åtgärd som givit upphov till beskattning" eftersom de flesta länder använder OECD:s modellavtal där preskriptionstiden satts till tre år. Även i det fall den skattskyldige valt att överklaga ett beslut i domstol måste treårsfristen iakttas. Ansökan ska undertecknas av den skattskyldige eller ombud enligt fullmakt.

### Anstånd med att betala skatt
Den skattskyldige kan också ansöka om anstånd med betalning av skatt hos den behöriga myndigheten under ärendets handläggningstid. För att få anstånd med betalning av skatten i ett skatteavtalsärende ska den utländska skatten normalt sett vara betald. Anstånd kan då medges med ett belopp som uppgår till det lägsta av antingen den svenska skatt som belöper på den utländska inkomsten eller den utländska skatten.

## Andra betydelser

### Dubbelbeskattning i bolagssektorn
Begreppet dubbelbeskattning kan även användas för de fall då ett bolags inkomster först beskattas i bolaget och sedan utdelningen beskattas hos aktieägaren.